# 朝鲜排华事件
朝鲜排华事件，又称朝鲜内排华事件、朝鲜华侨惨案、朝鲜事件，是1931年7月发生在朝鲜半岛的朝鲜人袭击唐人街事件，也被认为是万宝山事件的一部分。根据李顿报告，朝鲜排华事件中朝鲜人共杀害了127名中国人。

## 背景

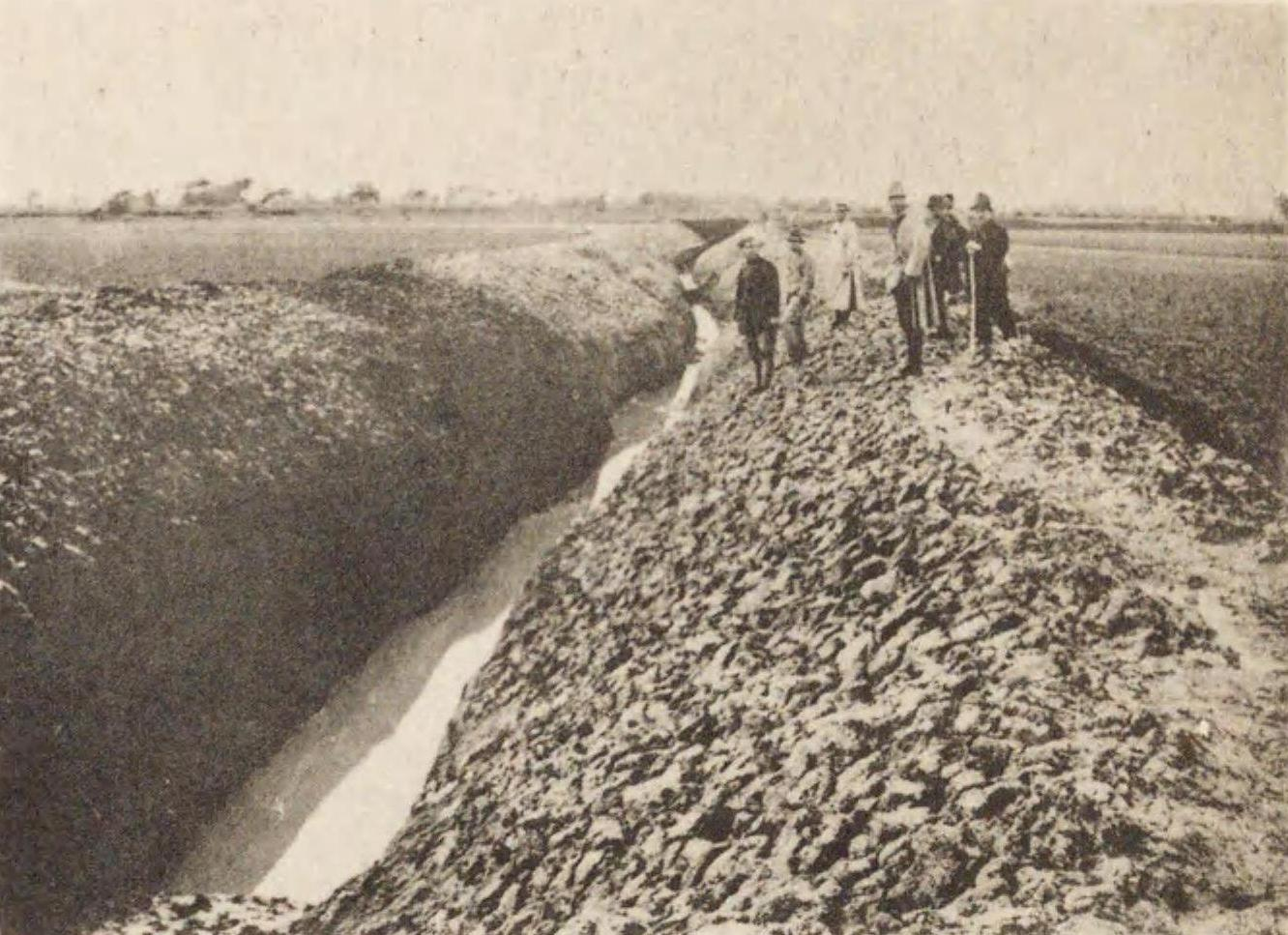
朝鲜人在新京（今长春）西北修建的水渠

在乙巳条约签订后建立起统监府的大韩帝国，约有3,361名华侨；日治时代华侨的数量增加到1930年的67,794人，增加的人数中80%来自山东。如此数量华侨的存在，为排华事件提供了前提。1927年12月，由于朝鲜人在华遭到迫害，朝鲜各地都发生了大规模的排华事件。而1931年的排华事件，是当时定居在满洲国新京（今长春市）的朝鲜人在未得到周边中国居民的同意下擅自修建水渠引发争议、中华民国警察和负责保护朝鲜人的日本警察发生的枪击事件所引起。
原本根据《间岛协约》，日本人和朝鲜人享有租借土地务农的权利，但中方的地主郝勇德在没有中国政府的允许下就私自把土地租赁给朝鲜人。朝鲜人在租来的土地上修建水渠，破坏了当地中国农民的农业生产，使得约400名中国农民开始破坏该水渠。此事件在政府没有针对各国农民未来利益的保障下便结束，这成为致力于使中国人、日本人和朝鲜人在满洲进行平等农业活动的日本时任外务大臣币原喜重郎提出的“幣原外交”方针陷入僵局的原因之一。

## 經過

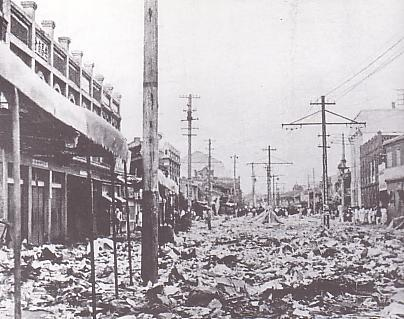
袭击华人事件过后的平壤（1931年7月）

受到对万宝山事件错误的夸大报道刺激的朝鲜人，以日本设立的京城府（今首尔）和仁川为中心，在朝鲜半岛各地发起了袭击华人的事件。当1931年7月3日凌晨1时仁川发生轻微的暴力事件时，朝鲜总督府立即向各道发出警告。由于局势恶化，总督府前后共发出3次警告，但平壤仍爆发了重大事件。
7月4日晚9时30分，100余名朝鲜人在京城府外新堂里（今首尔新堂洞）和约40名华人发生冲突，1名朝鲜人死亡，1名华人重伤。其他多地也发生了对华人的房屋放火的事件。自当晚11时起，仁川爆发了数千名群众反抗警察并破坏了外里派出所，切断其电线，使暴动更加激化。为此，总督府加强了警察的武装，严格警戒，最终在次日凌晨3点得以解散人群。
7月5日，总督府通知各新闻通讯社不得发布刺激、煽动民心的报道。自当日晚9时至6日晨3时，平壤爆发了数千朝鲜人袭击当地唐人街的事件。此事造成华人88名死亡、102名受伤。而警方在未设法阻止事件时开枪，导致1名朝鲜人身亡。为防止事件进一步恶化，总督府从驻屯当地的朝鲜军中调遣了51名官兵。此外，又增援了115名警察和350名武装警察，但有35名警察受伤。在仁川有30名警察和5匹马受伤。总督府在此次暴动中收容了一些被害者。
7月6日，中华民国驻京城领事要求中华民国政府及驻日大使请求日本警方立即武装镇压暴动。
7月7日，平壤、大同警察署，医学讲习所，道立医院和平壤府以及中国人开办的工厂已收容4,000名华人避难者。但是，下午4时30分左右朝鲜人袭击了工厂，警察在执法中意外射杀一名朝鲜人。骚乱的几天之内，华人开办的所有商店都遭到朝鲜人袭击，华人居住的房屋也遭到了破坏。

## 影响

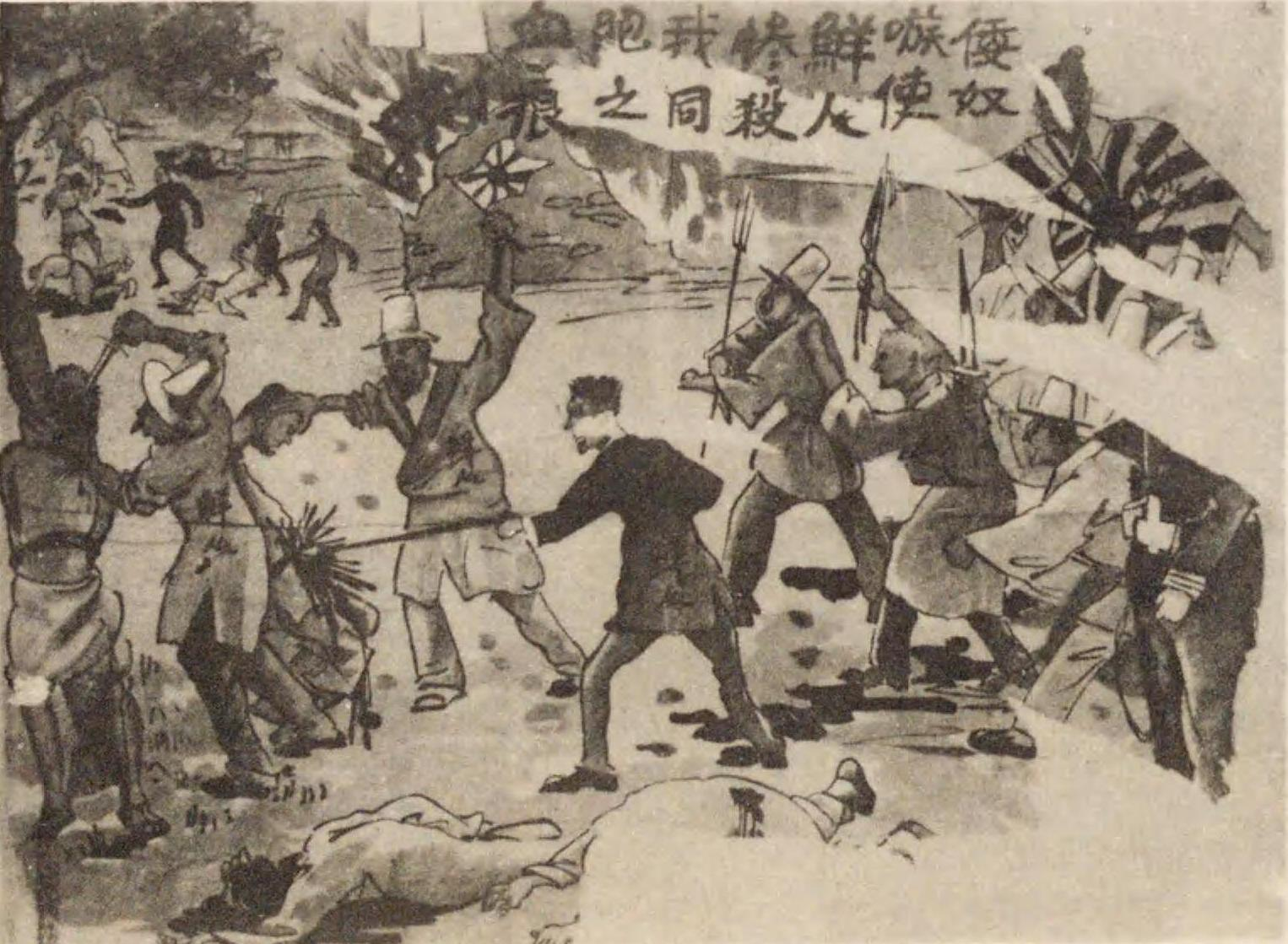
排华事件发生后，中国人制作的反日标语，写有“倭奴嗾使（唆使）鮮人惨殺我同胞之血痕”

排华事件的影响并非仅限于朝鲜半岛内，日本也发生了在日朝鲜人和在日华人的冲突。
7月9日，中华民国外交部长王正廷在南京召见日方外交人员，日方解释称正致力于解决事件，中方则要求日方用足够的警力保护在日华人。
7月11日，朝鲜总督府宣告已有100名华人死亡、120名华人受伤，而现在亦有141名华人死亡的说法。至于平壤一地的死亡人数，日本外交家冈崎久彦认为超过100名；太平洋战争研究会则认为，死者有109名，伤者有160余名，还有63人生死不明。
7月15日上午11时，报道万宝山事件的《朝鲜日报》满洲长春支局长金利三（本名金永锡）遭到朝鲜刺客上门以3发手枪弹袭击。得知此事的日本驻吉林领事馆派領事館警察朴昌厦赶到事发地点，被先行赶到的中国警察误认为行凶者并被送到警署，后移送到交涉署。此事件引起中国群众集体抗议，前往维持秩序的中国警察试图鸣枪以解散群众，但演变成了射杀1名中国人的惨剧。事后两名伤者被立即送往南满洲铁道经营的东洋医院，金利三于当日下午1时死亡。日本领事馆方面，领事馆书记小森和署长田中赶往交涉署，经调查后发现朴昌厦所持手枪是全新的，枪管内没有灰尘，故当日即获释放。然而7月16日的《吉长日报》仍报道称“鮮東亜報記者過害、行兇日巡査韓人朴昌厦”，对此日方要求中方逮捕犯人并消除文章的影响。
7月23日，蒋介石在对全体国民的声明中，将这一朝鲜排华事件称为朝鲜华侨惨案。